# Lindiwe Magwede
Lindiwe Magwede (1 de dezembro de 1991) é uma futebolista zimbabuense. 

## Carreira
Lindiwe Magwede, que atua como goleira, fez parte do elenco da Seleção Zimbabuana de Futebol Feminino, nas Olimpíadas de 2016. ela foi a goleira reserva, porém atuou logo na primeira partida. 